# 康誥坑溪
康誥坑溪（摃硞坑溪，台語白話字:Kóng-khok-khiⁿ Khoe），位於台灣北部，屬於淡水河水系，為基隆河的支流，流域分佈於新北市汐止區南半部的中央地區，發源於海拔641公尺的四分尾山（茄苳腳山）西側，先向西後轉北流，經康誥坑、下寮、台鐵汐科站鐵橋下方、台五甲線（汐止區大同路二段），於水尾灣（江北二橋旁）注入基隆河，該流域的中上游目前為汐止地區的自來水水源保護區。
康誥坑溪上游溪谷西側為白雲山，西南為鹿窟山，東南為四分尾山，東為大尖山，其中鹿窟山至四分尾山南脊一段為汐止區與石碇區之分水嶺及交界。

## 防洪整治
- 整治背景：由於上游集水區坡陡流急，加上每年夏季颱風時又受基隆河水位影響，故溪中生物的生存環境不佳，自水源橋下游至與基隆河的匯流口附近，因河岸兩旁住家及工商活動增加，使污水流入溪中，河川中夾雜垃圾，造成水質及河川生態遭受影響，尤其曾在象神颱風及納莉颱風時造成附近地區嚴重的災情，故近年來，逐年編列經費整治該水系。
- 整治工程：
  - 以透水性較佳之石籠護岸取代舊有之RC護岸，增加生物棲息躲藏之空間。
  - 採生態工法施設綠堤護岸，美化河川。
  - 設置生態沉砂池，使在低流量時能有一深水供水中生物躲藏及生活，並可減少下游之淤積。[1]

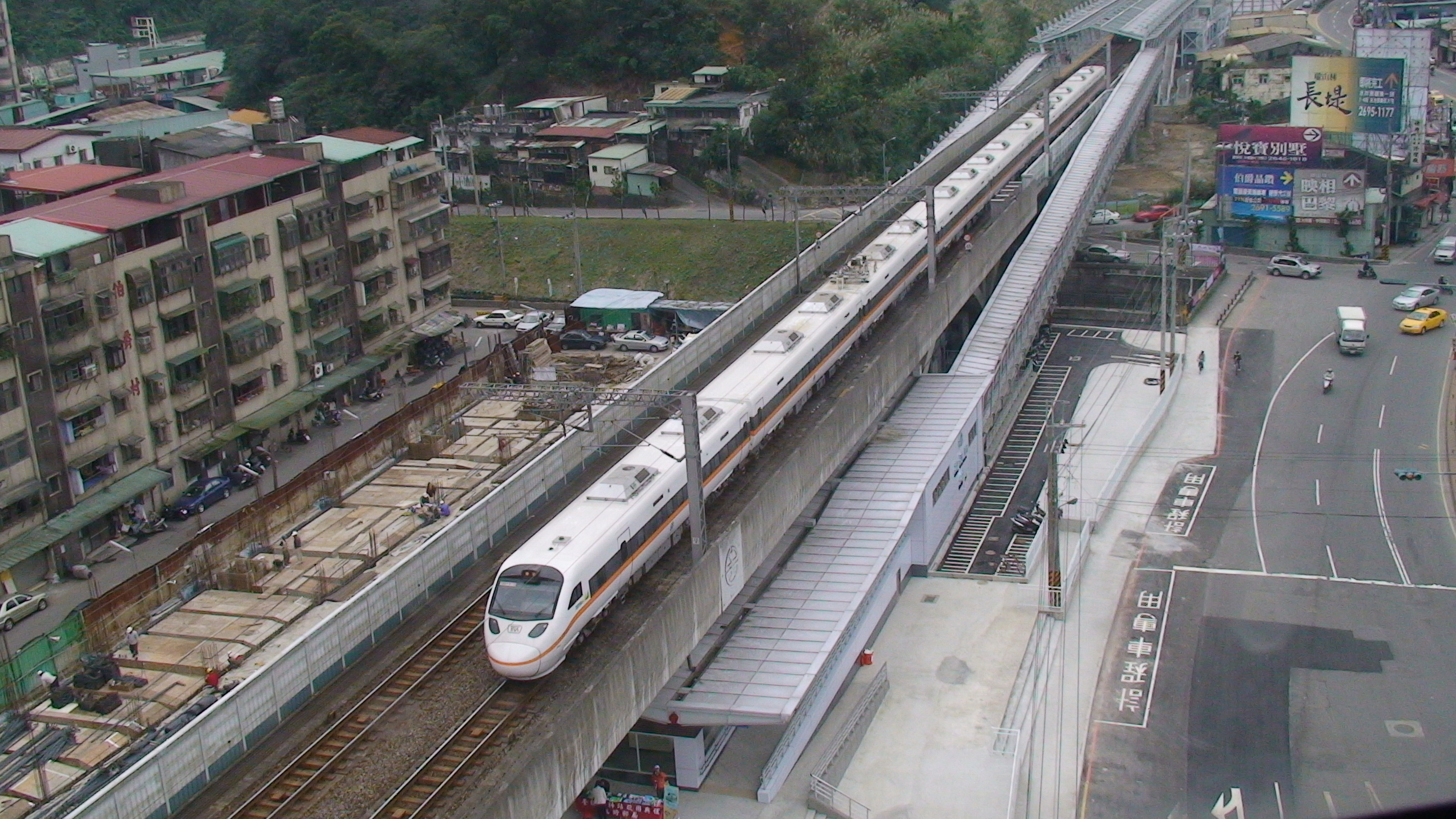
汐科站北站房鐵路高架橋下的綠帶邊坡即為康誥坑溪的護堤

## 腳注
1. ↑  新北市汐止區基隆河支流康誥坑溪生態工程復育改善 的存檔，存档日期2014-12-16.